# Azaz
Azaz ou Azâz (en arabe : أعزاز) est une petite ville de Syrie située à 30 kilomètres au nord-ouest d'Alep, dans le gouvernorat d'Alep. Elle est proche de la frontière avec la Turquie. Azaz est le chef-lieu administratif du district d'Azaz.

## Géographie
Azaz se trouve dans la plaine du même nom au nord d'Alep à la limite du mont Siméon.  

## Histoire
Azaz a été le théâtre en 1030 d'une bataille entre l'armée byzantine de l'empereur Romain III Argyre et les forces de l'émirat d'Alep des Mirdassides.
Au siècle suivant, les Croisés poursuivent la lutte contre les Turcs seldjoukides qui barrent la route de Jérusalem. En 1118, le comte Josselin d'Édesse s'empare de la cité aux mains des Turcs, mais l'année suivante l'armée commandée par Roger de Salerne est défaite à l'Ager Sanguinis et le roi croisé Baudoin II est fait prisonnier en 1123 alors que ses troupes patrouillaient à Édesse. Il est libéré contre rançon quelques mois plus tard et presque immédiatement il assiège la ville d'Alep d'où partent les razzias des troupes turques. Les Turcs d'Alep demandent l'aide de l'atabeg de Mossoul, alors que la ville est prête à se rendre aux Croisés en janvier 1125. 
Plus tard, en juin 1125, les Croisés se dirigent vers la plaine d'Azaz (au nord d'Alep) qui faisait partie du territoire du comte d'Édesse. Les Croisés sont commandés par le roi Baudoin II, le comte Josselin d'Édesse et le comte Pons de Tripoli. Leurs troupes sont dirigées par plus d'un millier de chevaliers (dont un certain nombre venant d'Antioche, territoire dont Baudoin est alors régent) et composées de plus de deux mille hommes. L'atabeg al-Bourzouki de Mossoul avance ses troupes plus nombreuses vers la cité. Baudoin fait mine de partir et les Seldjoukides s'éloignent d'Azaz; après une bataille sanglante, les Croisés défont le camp turc et rachètent les prisonniers (dont le futur Josselin II).
Cette victoire permet aux Croisés de compenser la défaite de l'Ager Sanguinis de 1119 et de récupérer de l'influence sur le terrain. Baudoin II a l'intention de s'emparer d'Alep, mais Antioche - qui est passée sous le commandement de son gendre Bohémond II en 1126 - combat contre le comté d'Édesse, ce qui désunit les forces croisées. En face, Alep et Mossoul se réunissent sous la main de fer du Seldjoukide Zengi en 1128 et l'autorité des Croisés commence à vaciller.  

### Guerre civile syrienne
Azaz a également été le théâtre d'affrontements entre les rebelles et le régime syrien à l'été 2012. La ville est prise par l'Armée syrienne libre le 19 juillet 2012. À la mi-septembre 2013, l'État islamique en Irak et au Levant s'empare dans un raid éclair d'Azaz aux dépens de l'ASL, il en est cependant chassé le 28 février 2014 lors d'une offensive menée par les rebelles du Liwa al-Tawhid, de la Brigade de la Tempête du Nord et du Jabhat al-Akrad,.

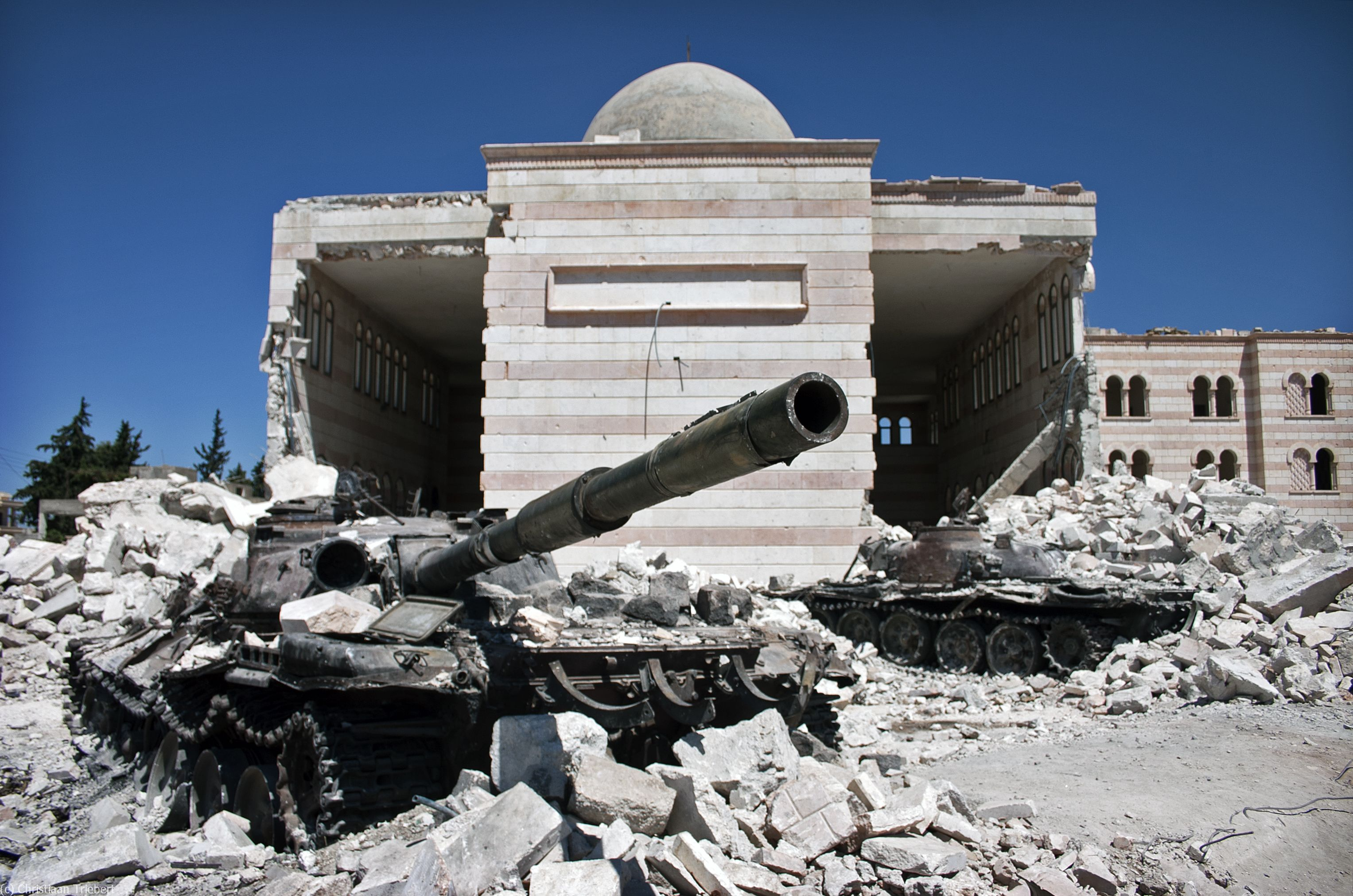
Azaz, Guerre civile syrienne 2012

Le 10 août 2015 vers 17 h 00, un officier du groupe Ahrar al-Sham, assiste à l'arrivée en Syrie d’un groupe d'environ 300 combattants turkmènes venu de Turquie, dont un certain nombre de soldats turcs avec une quinzaine de chars, tous cantonnées tout près de la ville d’Azaz.
En février 2016, le front avec les forces loyalistes appuyées par des brigades iraniennes se rapproche d'Azaz.
Le 7 janvier 2017 au moins 43 personnes, en majorité des civils, ont été tuées dans l’explosion d’une voiture piégée en face du tribunal islamique à Azaz
,.